# 安娜馬德蓮娜
《安娜瑪德蓮娜》，是一部1998年香港電影，奚仲文執導，郭富城、陳慧琳、金城武主演。本片描述小說情節部份於越南河內拍攝。而本片以著名音樂家巴赫的第二任夫人安娜·玛德莲娜·巴赫命名。

## 內容大要
陈家富（金城武飾）是调琴师，有点木讷的他每日过着重复的生活。某日，他和游牧人（郭富城飾）相遇，牧人不是溝女就是赌马，好心的家富收留了他。他們楼上搬来了一个喜欢弹巴赫协奏曲的女生莫敏儿（陳慧琳飾），家富对其一见钟情，但是却始终无法对其表达自己的好感，很快被牧人捷足先登把她追到手...

## 演員
| 演員   | 角色         |
| 郭富城 | 游永富       |
| 陳慧琳 | 莫敏兒       |
| 金城武 | 陳家富       |
| 曾志偉 | 黃伯         |
| 張學友 | 軍裝警察     |
| 張國榮 | 出版社總編輯 |
| 袁詠儀 | 出版社助理   |
| 何超儀 | Michelle     |
| 古巨基 | 茶餐廳客人   |
| 韋偉   | 彈琴老太     |
| 岸西   |              |
| 李嘉慧 | Cindy        |
| 鄧偉傑 | Cindy男友    |

## 獎項
| 頒獎典禮                         | 獎項     | 結果 |
| -------------------------------- | -------- | ---- |
| 1998年 第5屆香港電影評論學會大獎 | 推薦電影 | 獲獎 |

## 提名
| 頒獎典禮                  | 獎項             | 名字                                             | 結果 |
| ------------------------- | ---------------- | ------------------------------------------------ | ---- |
| 第18屆香港電影金像獎      | 最佳攝影         | 鮑德熹                                           | 提名 |
| 第18屆香港電影金像獎      | 最佳美術指導     | 潘志偉                                           | 提名 |
| 第18屆香港電影金像獎      | 最佳服裝造型設計 | 吳里璐                                           | 提名 |
| 第18屆香港電影金像獎      | 最佳原創音樂     | 趙增熹                                           | 提名 |
| 第35屆金馬獎              | 最佳電影音乐     | 趙增熹                                           | 提名 |
| 第35屆金馬獎              | 最佳電影歌曲     | 太愛你（主唱：郭富城；填詞：小美；作曲：楊繼麟） | 提名 |
| 第5屆香港電影評論學會大獎 | 最佳編劇         | 岸西                                             | 提名 |
| 第5屆香港電影評論學會大獎 | 最佳男演員       | 金城武                                           | 提名 |

## 外部連結
- 開眼電影網上《安娜馬德蓮娜》的資料（繁體中文）
- 豆瓣电影上《安娜馬德蓮娜》的資料 （简体中文）
- 时光网上《安娜馬德蓮娜》的資料（简体中文）
- AllMovie上《安娜馬德蓮娜》的资料（英文）
- 爛番茄上《安娜馬德蓮娜》的資料（英文）
- 香港影庫上《安娜馬德蓮娜》的資料（繁體中文）
- 互联网电影数据库（IMDb）上《安娜馬德蓮娜》的资料（英文）